# Meung
Meung – dystrykt w Laosie, wchodzący w skład prowincji Bokéo.